# Ingolf Fuhrmann
Ingolf Fuhrmann (* 24. Januar 1931 in Breslau) ist ein ehemaliger Offizier der Nationalen Volksarmee (NVA) der Deutschen Demokratischen Republik (DDR). Zuletzt hatte er den Dienstgrad eines Generalmajors inne. 

## Leben
Der Sohn eines Angestellten trat nach seinem Abitur am 1. März 1949 in die Deutsche Volkspolizei ein und schloss sich der Sozialistischen Einheitspartei Deutschlands (SED) an. Ab 1952 diente er als Politoffizier in der Kasernierten Volkspolizei. Nach Gründung der NVA 1956 war er bis 1958 Stellvertretender Kommandeur für Politarbeit im C-Kommando des Panzerregiments 4. 1958 stieg er zum Oberinstrukteur der Politischen Verwaltung im Ministerium für Nationale Verteidigung (MfNV) auf, was er bis 1961 blieb. Anschließend war Fuhrmann von 1961 bis 1963 Abteilungsleiter Organisation der Politischen Hauptverwaltung im MfNV. Von 1964 bis 1966 besuchte er als Offiziershörer die Militärakademie der NVA in Dresden mit dem Abschluss als Diplom-Gesellschaftswissenschaftler. Fuhrmann stieg 1966 zum Stellvertretenden Kommandeur und Leiter der Politabteilung der 11. Grenz-Brigade auf und verblieb bis 1968 in dieser Funktion. Von 1968 bis 1981 fungierte er als Chef der Verwaltung Organisation der Politischen Hauptverwaltung der NVA im MfNV. Im Mai 1976 war er Mitglied der Wahlkommission des IX. Parteitages der SED. Am 7. Oktober 1977 wurde er vom Vorsitzenden des Nationalen Verteidigungsrates der DDR, Erich Honecker, zum Generalmajor ernannt. Von 1981 bis 1990 war er Direktor des Buch- und Zeitschriftenvertriebs (VEB) der NVA in Berlin. Am 30. April 1990 wurde er aus der NVA entlassen.
Fuhrmann lebt in Berlin.

## Auszeichnungen
- 1980 Ernst-Schneller-Medaille
- Vaterländischer Verdienstorden in Silber
- Kampforden „Für Verdienste um Volk und Vaterland“ in Gold